# Nepenthes tomoriana
Nepenthes tomoriana Danser, 1928 è una pianta carnivora della famiglia Nepenthaceae, endemica di Sulawesi, dove cresce a 0–500 m.

## Conservazione
La Lista rossa IUCN classifica Nepenthes tomoriana come specie a rischio minimo (Least Concern).